# Likiec
Likiec – wieś w Polsce położona w województwie kujawsko-pomorskim, w powiecie lipnowskim, w gminie Skępe.

## Podział administracyjny
W latach 1975–1998 miejscowość administracyjnie należała do województwa włocławskiego.

## Demografia
Według Narodowego Spisu Powszechnego (2021 r.) wieś liczyła 157 mieszkańców. Jest jedenastą co do wielkości wsią gminy Skępe.

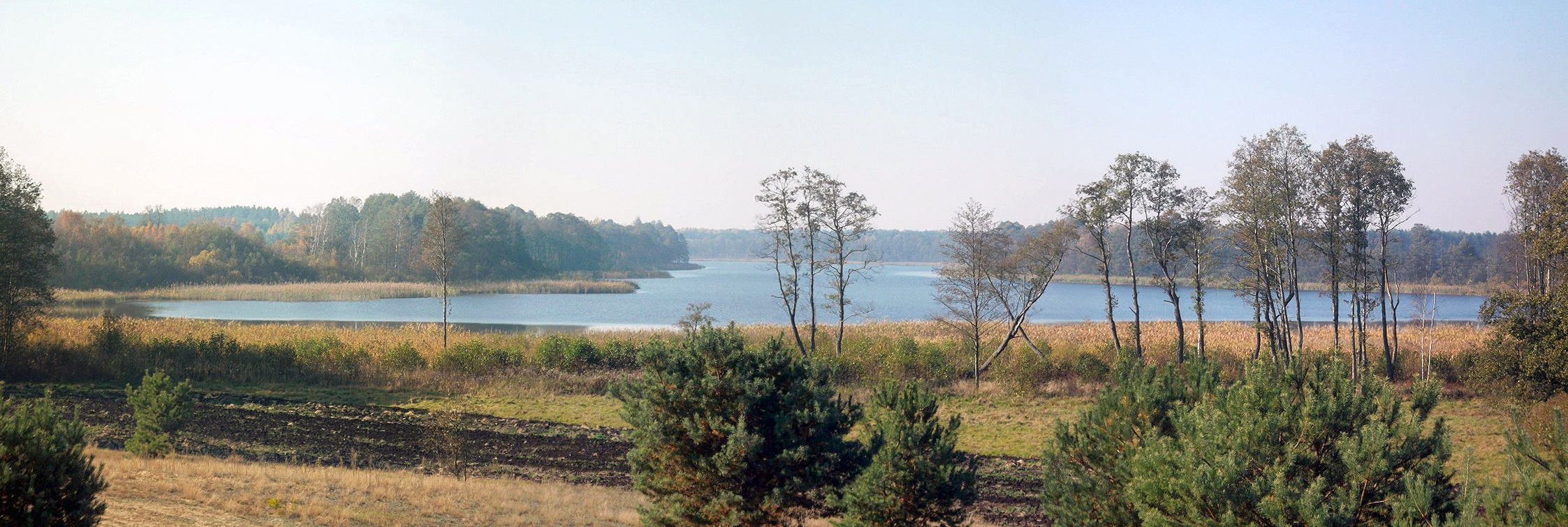
Jezioro Likieckie we wsi Likiec (widok od wschodu).